# محافظة سا كايو
محافظة سا كايو (بالتايلاندية:สระแก้ว) و(بالإنجليزية:Sa Kaeo) هي واحدة من محافظات تايلاند الخمس والسبعين تقع بجوار محافظات تشانثابوري وشاشوينجسا وبوريرام وبراشينبوري وناخون راتشاسيما وتشترك بالحدود معا كمبوديا.

## الجغرافيا
تقع محافظة ساكايو شرق تايلاند وتغطي الجهة الشمالية للمحافظة الجبال والغابات

## التقسيمات الادارية
التقسيمات الإدارية لمحافظة سا كايو تنقسم في 9 مقاطعات رئيسية و 59 مقاعطة فرعية (بلدية) و 619 قرية.
| 1. سا كايو موينج 2. كولانج هات 3. تا فرايا 4. وانغ نام ين 5. واتنيا خاو 6. ارينيبرتيت | 1. خاو تشاكان 2. كوك سونغ 3. وانغ سوا |